# Rete tranviaria di Lugano
La rete tranviaria di Lugano fu in esercizio nella città ticinese dal 1896 al 1959.

## Storia
Nel 1891 fu stipulata una convenzione fra il Comune di Lugano e i signori Bücher e Müller per l'impianto di una rete tranviaria a trazione elettrica nella città di Lugano e nei suoi sobborghi.
Nel 1894 Bücher e Müller costituirono la Società Luganese dei Tramways Elettrici, ribattezzata l'anno successivo Società delle Tramvie Elettriche Luganesi; l'esercizio tranviario ebbe inizio il 1º giugno 1896 con tre linee radiali, che collegavano il capolinea centrale di piazza Giardino ai sobborghi di Cassarate, Molino Nuovo e Paradiso/funicolare San Salvatore.
In seguito ai buoni risultati di traffico, la rete fu gradualmente ampliata: nel 1896 la linea di Cassarate venne prolungata fino a Castagnola, nel 1905 la linea di Molino Nuovo venne prolungata fino a Vignola, e infine nel 1910 venne attivata una quarta linea, da piazza Giardino alla stazione ferroviaria.
Il 1º luglio 1918 la gestione della rete passò alla società municipalizzata Tramvie Comunali di Lugano.
Nel 1927 la linea della stazione ferroviaria venne prolungata fino al quartiere periferico di Besso, e pertanto la rete raggiunse la sua massima estensione.
Le linee tranviarie vennero eliminate negli anni cinquanta e sostituite dalla rete filoviaria.

## Rete
Alla sua massima estensione, la rete si componeva di 4 linee, con un'estensione complessiva di 7,484 km:
- 1 piazza Giardino-Paradiso/Funicolare San Salvatore
- 2 piazza Giardino-Cassarate
- 3 piazza Giardino-Molino Nuovo-cimitero
- 4 piazza Giardino-stazione FFS-Besso

Le linee erano a binario unico e scartamento metrico, armate con rotaie tipo Phoenix. Il raggio minimo delle curve era inizialmente di 15 metri e la pendenza massima del 30‰; in seguito alla municipalizzazione i tracciati vennero migliorati, portando il raggio minimo delle curve a 20 metri, ma la nuova linea per la stazione ferroviaria conteneva pendenze elevate, fino al 93‰.
Inizialmente la tensione di alimentazione era di 400 V, a corrente alternata trifase. Nel 1910 il sistema venne trasformato passando ad una tensione di 1000 V a corrente continua.

## Mezzi
Dal 1896 al 1910 il parco delle vetture TEL constava di quattro elettromotrici tipo Ce 1/2, numerate da 1 a 4.
Con la trasformazione della rete a corrente continua, le quattro elettromotrici originarie vennero sostituite da dodici nuove vetture tipo Ce 2/2, numerate da 1 a 12.

## Il servizio tranviario della LCD
Dal 1911 al 1964 la società LCD, esercente la ferrovia Lugano-Cadro-Dino, effettuava un servizio di tipo tranviario sulla tratta urbana, dal lungolago alla località La Santa. Tale tratta correva in sede stradale ed era servita da vetture tranviarie.